# Jean-Philippe Leguellec
Jean-Philippe Leguellec (Kingston (Ontario), 31 juli 1985) is een Canadese voormalig biatleet. Hij vertegenwoordigde zijn vaderland op de Olympische Winterspelen 2006 in Turijn, de Olympische Winterspelen 2010 in Vancouver en de Olympische Winterspelen 2014 in Sotsji.

## Carrière
Leguellec maakte zijn wereldbekerdebuut in november 2005 in Östersund, twee jaar later scoorde hij in Hochfilzen zijn eerste wereldbekerpunten. In december 2008 behaalde de Canadees zijn eerste toptienklassering. Op 1 december 2012 boekte hij in Östersund zijn eerste wereldbekerzege.
In zijn carrière nam Leguellec zeven keer deel aan de wereldkampioenschappen biatlon. Zijn beste resultaat was een tiende plaats op de 20 kilometer individueel tijdens de wereldkampioenschappen van 2013 in Nové Město.
De Canadees nam in zijn carrière drie keer deel aan de Olympische Winterspelen. De vijfde plaats op de 10 kilometer sprint tijdens de Olympische Winterspelen van 2014 in Sotsji was zijn beste resultaat, gevolgd door de zesde plaats op de hetzelfde nummer tijdens de Olympische Spelen van 2010 in Vancouver.
Na het seizoen 2013/2014 beëindigde Leguellec zijn loopbaan als biatleet.

## Resultaten

### Olympische Winterspelen
| Jaar | Plaats    | Onderdeel   | Onderdeel | Onderdeel     | Onderdeel  | Onderdeel | Onderdeel          |
| Jaar | Plaats    | Individueel | Sprint    | Achtervolging | Massastart | Estafette | Gemengde estafette |
| ---- | --------- | ----------- | --------- | ------------- | ---------- | --------- | ------------------ |
| 2006 | Turijn    | 48e         | 59e       | –             | –          | –         |                    |
| 2010 | Vancouver | 13e         | 6e        | 11e           | 30e        | 10e       |                    |
| 2014 | Sotsji    | 34e         | 5e        | 26e           | 10e        | 7e        | –                  |

### Wereldkampioenschappen
| Jaar | Plaats           | Onderdeel                               | Onderdeel                               | Onderdeel                               | Onderdeel                               | Onderdeel                               | Onderdeel          |
| Jaar | Plaats           | Individueel                             | Sprint                                  | Achtervolging                           | Massastart                              | Estafette                               | Gemengde estafette |
| ---- | ---------------- | --------------------------------------- | --------------------------------------- | --------------------------------------- | --------------------------------------- | --------------------------------------- | ------------------ |
| 2006 | Pokljuka         | Niet gehouden vanwege Olympische Spelen | Niet gehouden vanwege Olympische Spelen | Niet gehouden vanwege Olympische Spelen | Niet gehouden vanwege Olympische Spelen | Niet gehouden vanwege Olympische Spelen | –                  |
| 2007 | Antholz          | 40e                                     | 64e                                     | –                                       | –                                       | 14e                                     | 14e                |
| 2008 | Östersund        | 71e                                     | 66e                                     | –                                       | –                                       | 21e                                     | 15e                |
| 2009 | Pyeongchang      | 51e                                     | 42e                                     | 46e                                     | –                                       | 16e                                     | 16e                |
| 2010 | Chanty-Mansiejsk | Niet gehouden vanwege Olympische Spelen | Niet gehouden vanwege Olympische Spelen | Niet gehouden vanwege Olympische Spelen | Niet gehouden vanwege Olympische Spelen | Niet gehouden vanwege Olympische Spelen | 11e                |
| 2011 | Chanty-Mansiejsk | –                                       | 46e                                     | 52e                                     | –                                       | 11e                                     | –                  |
| 2012 | Ruhpolding       | 71e                                     | 14e                                     | 26e                                     | –                                       | 13e                                     | 18e                |
| 2013 | Nové Město       | 10e                                     | 36e                                     | 15e                                     | 22e                                     | 8e                                      | 14e                |

### Wereldkampioenschappen junioren
| Jaar | Plaats       | Onderdeel   | Onderdeel | Onderdeel     | Onderdeel |
| Jaar | Plaats       | Individueel | Sprint    | Achtervolging | Estafette |
| ---- | ------------ | ----------- | --------- | ------------- | --------- |
| 2005 | Kontiolahti  | 6e          | 12e       | 13e           | Brons     |
| 2006 | Presque Isle | 4e          | Brons     | 8e            | DSQ       |

### Wereldbeker
Eindklasseringen
| Seizoen   | Algemeen | Individueel | Sprint | Achtervolging | Massastart |
| --------- | -------- | ----------- | ------ | ------------- | ---------- |
| 2007/2008 | 77e      | -           | 66e    | 65e           | -          |
| 2008/2009 | 32e      | 70e         | 39e    | 20e           | 31e        |
| 2009/2010 | 30e      | 22e         | 41e    | 24e           | 25e        |
| 2010/2011 | 50e      | -           | 45e    | 52e           | 48e        |
| 2011/2012 | 37e      | 17e         | 34e    | 39e           | 37e        |
| 2012/2013 | 35e      | 38e         | 37e    | 40e           | 32e        |
| 2013/2014 | 52e      | 16e         | 59e    | 58e           | -          |

Wereldbekerzeges
| Nr. | Datum           | Plaats    | Onderdeel    |
| --- | --------------- | --------- | ------------ |
| 1.  | 1 december 2012 | Östersund | 10 km sprint |